# 花房稲荷神社
花房稲荷神社（はなぶさいなりじんじゃ）とは、東京都千代田区外神田に所在する稲荷神社である。

## 概要
花房稲荷神社は、東京・秋葉原に所在する、小規模な神社である。江戸時代の創建とされ、現在の社殿は第二次世界大戦後に再建されたものである。
社殿の周囲は四方を建物に囲まれており、地図上では存在を確認できるものの、表通りからは全く姿がわからない。参拝するにはひと一人通るのがやっとの路地を抜ける必要があり、秋葉原の隠れスポットとしても知られる。
咳の治癒にご利益があるとされている。

## ギャラリー

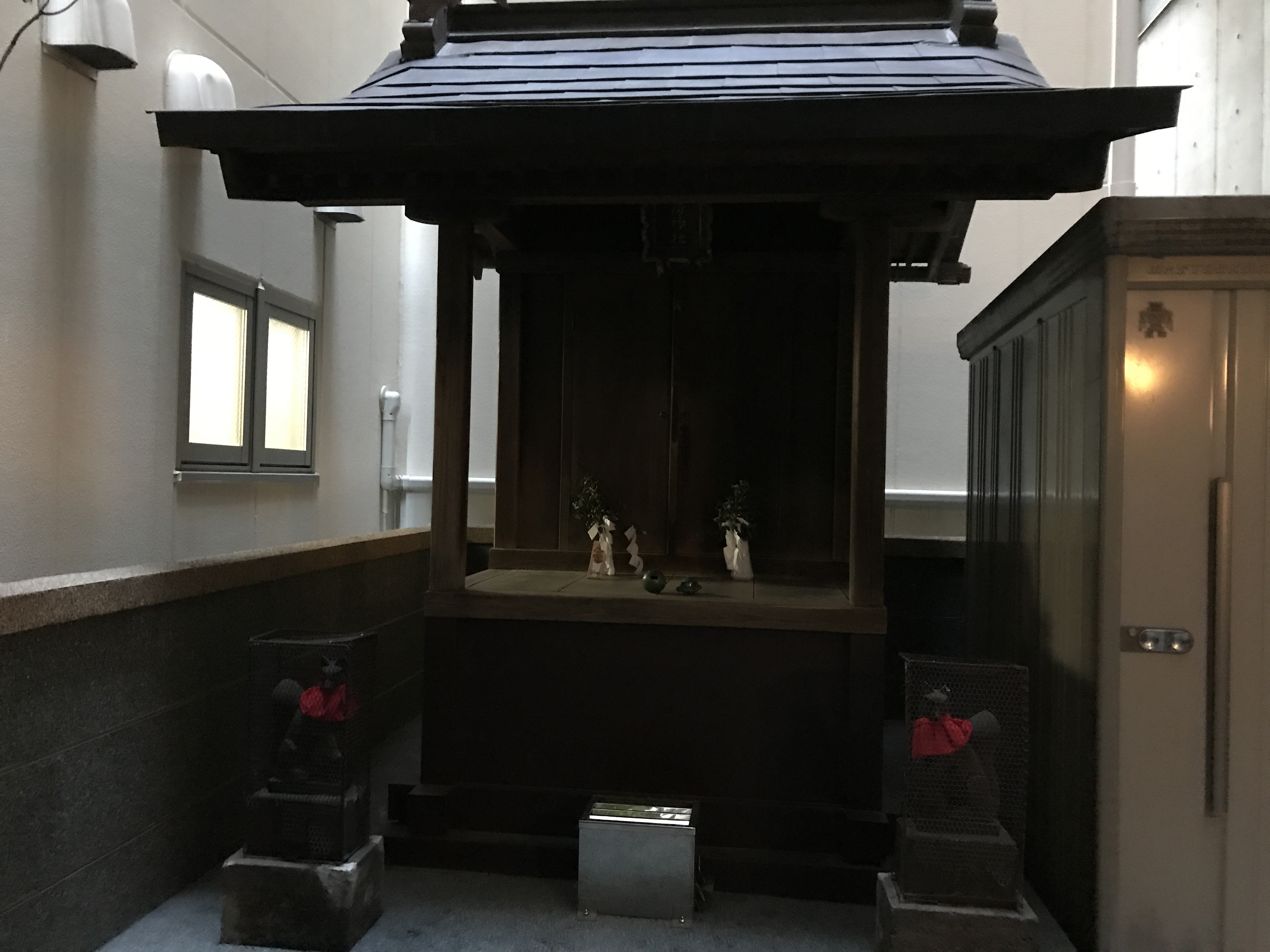
社殿
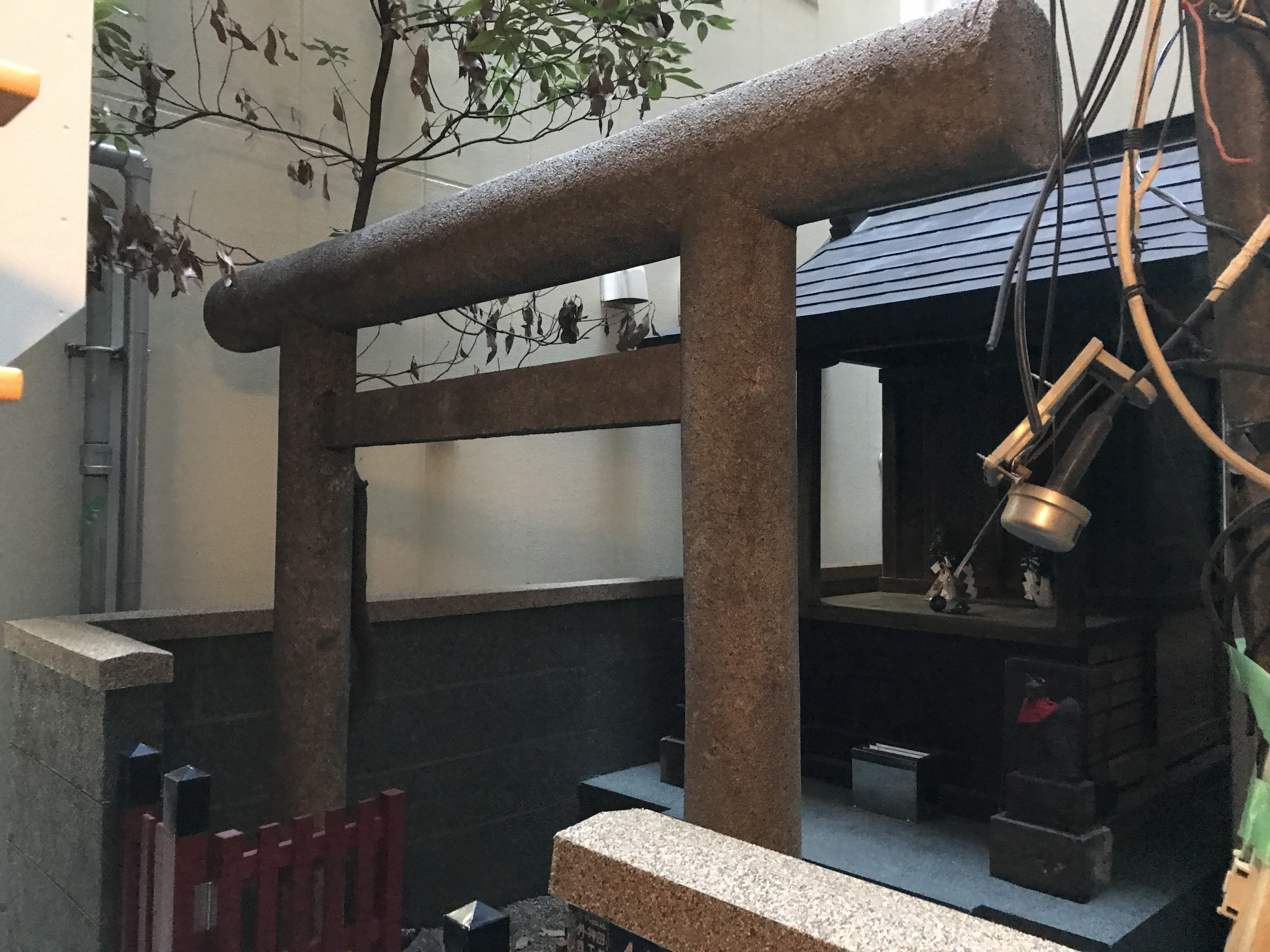
鳥居
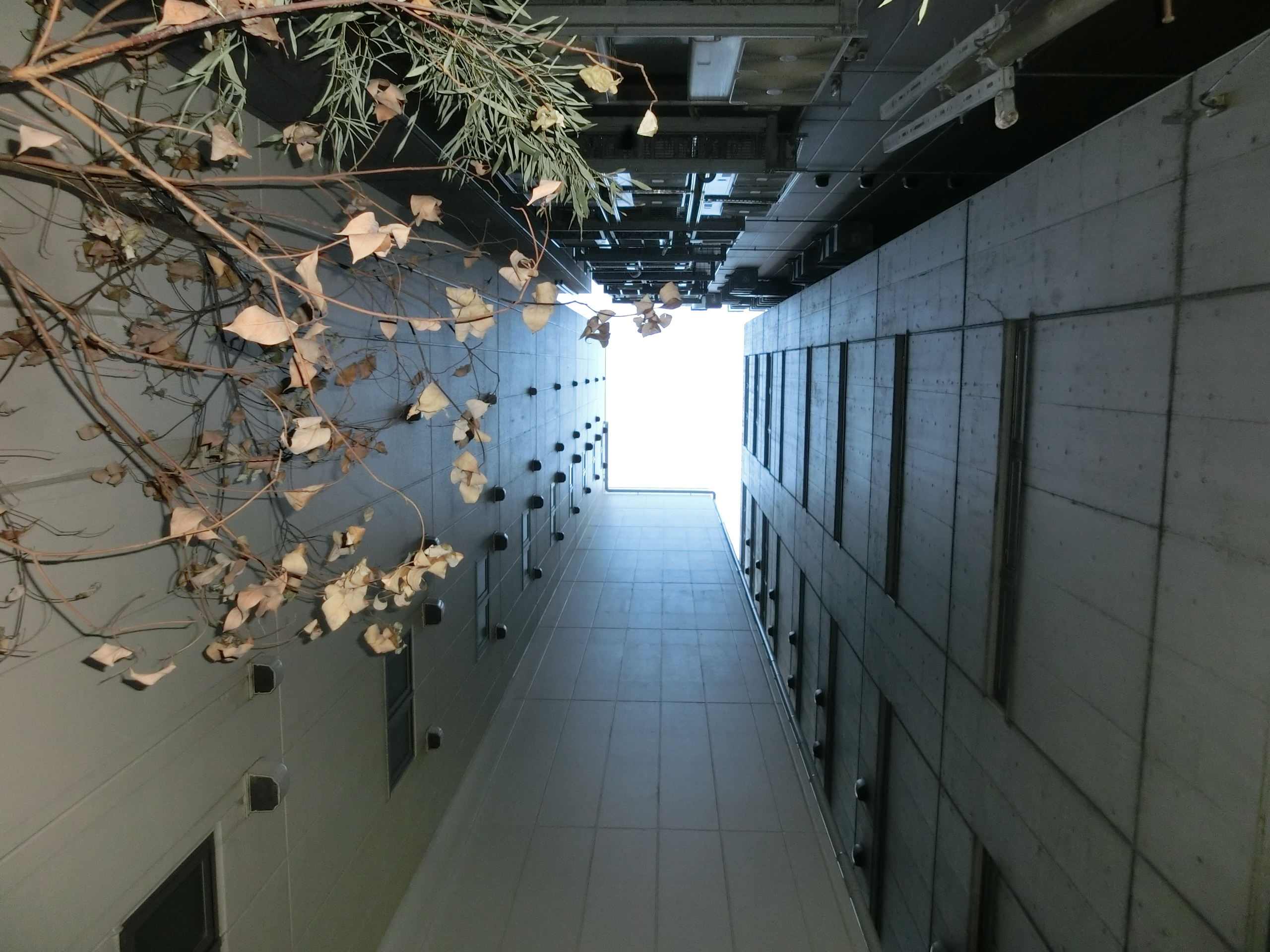
神社から見上げた空
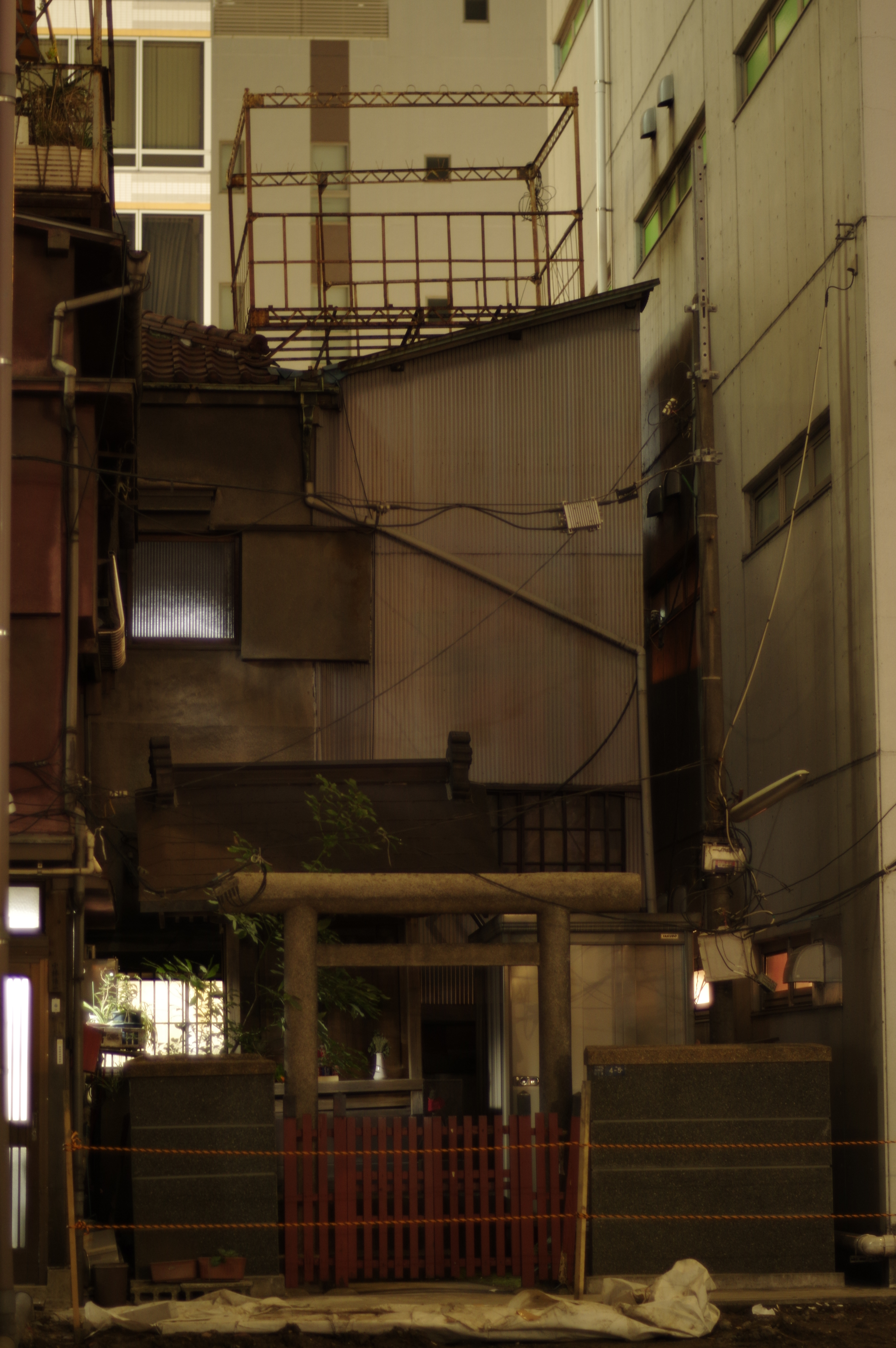
中央通りから望む花房稲荷神社（2014年。2017年現在はこの地点から姿は見えない。）